# Видайя
Видайя́ (фр. Vidaillat, окс. Vidalhac) — коммуна во Франции, находится в регионе Лимузен. Департамент коммуны — Крёз. Входит в состав кантона Понтарьон. Округ коммуны — Гере.
Код INSEE коммуны — 23260.

## Население
Население коммуны на 2010 год составляло 169 человек.
| 1962 | 1968 | 1975 | 1982 | 1990 | 1999 | 2010 |
| ---- | ---- | ---- | ---- | ---- | ---- | ---- |
| 332  | 305  | 225  | 223  | 183  | 162  | 169  |

## Экономика
В 2010 году среди 87 человек трудоспособного возраста (15—64 лет) 58 были экономически активными, 29 — неактивными (показатель активности — 66,7 %, в 1999 году было 62,9 %). Из 58 активных жителей работали 53 человека (25 мужчин и 28 женщин), безработных было 5 (3 мужчин и 2 женщины). Среди 29 неактивных 7 человек были учениками или студентами, 13 — пенсионерами, 9 были неактивными по другим причинам.